# Datazione samario-neodimio

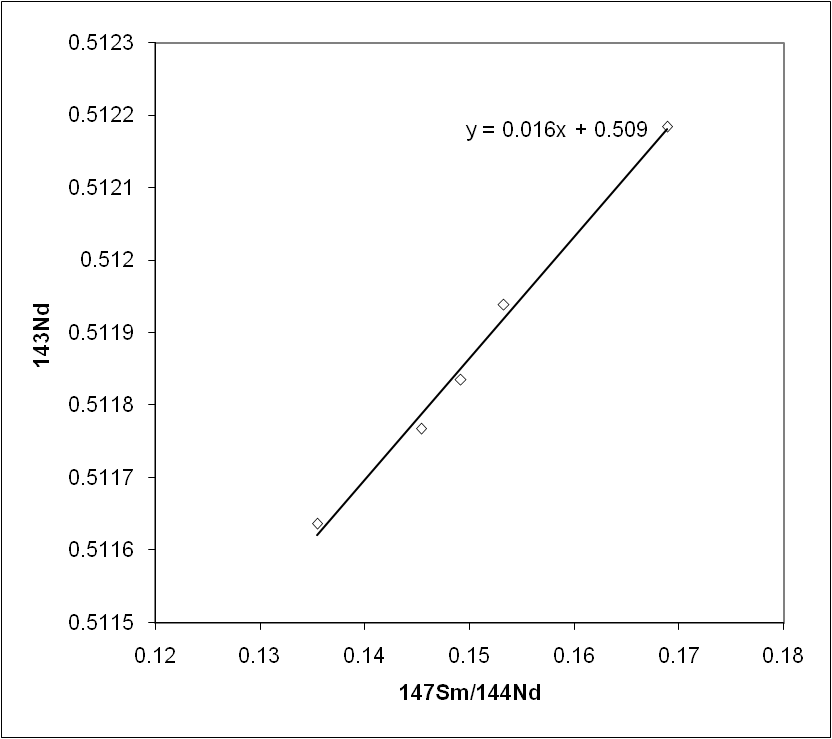
Datazione isocrona con Samario-Neodimio di un campione di roccia proveniente dallo Zimbabwe. L'età è calcolata a partire dalla pendenza della retta e la composizione originale dall'intersezione tra la stessa e l'asse delle ordinate.

La datazione samario–neodimio è un metodo di datazione radiometrica utilizzato per determinare l'età di rocce e meteoriti, basato sul decadimento radioattivo di lungo periodo dell'isotopo 147Sm del samario nell'isotopo radiogenico 143Nd del neodimio.
I rapporti isotopici del neodimio, assieme a quelli del samario, vengono utilizzati per fornire informazioni sull'età di formazione e l'origine dei fusi magmatici. L'assunzione di base è che nel momento in cui il materiale della crosta terrestre si forma a partire dal mantello, il rapporto isotopico del neodimio dipende solo dal periodo in cui l'evento è avvenuto; questo rapporto successivamente evolve in funzione del nuovo rapporto samario/neodimio nel materiale della crosta, che è diverso dal rapporto esistente nel materiale del mantello. In base a questi presupposti, la datazione samario-neodimio permette di calcolare quando si è formato il materiale della crosta.
L'utilità della tecnica di datazione Sm-Nd deriva dal fatto che entrambi questi elementi appartengono alle terre rare e, pertanto, non sono teoricamente suscettibili di ripartizione nel corso della sedimentazione e della diagenesi. La cristallizzazione frazionata dei minerali felsici modifica il rapporto Sm-Nd del materiale risultante e questo a sua volta influenza la velocità di incremento del rapporto 143Nd/144Nd in seguito alla produzione del radiogenico 143Nd.
In molti casi la datazione Sm-Nd viene utilizzata assieme alla datazione rubidio-stronzio.

## Datazione radiometrica Sm–Nd
Il samario ha cinque isotopi naturali, mentre il neodimio ne ha sette. I due elementi sono collegati da una relazione padre-figlio dal decadimento alfa del nuclide progenitore 147Sm nel nuclide radiogenico 143Nd con un'emivita di 1,06x1011 anni, e dal decadimento alfa del 146Sm (un nuclide ormai quasi estinto con un'emivita di 1,08x108 anni) per produrre 142Nd. Anche una parte del 146Sm può essere stata originariamente prodotta dal decadimento alfa del 150Gd, che ha un'emivita di 1,79x106 anni.
Per determinare l'età in cui una roccia si è formata, si può ricorrere alla datazione isocrona. L'isocrona del Sm-Nd mette in grafico il rapporto tra il nuclide radiogenico 143Nd e il non radiogenico 144Nd in funzione del rapporto tra 147Sm e 144Nd. Quest'ultimo è utilizzato per normalizzare l'isotopo radiogenico nell'isocrona, in quanto si tratta di un isotopo stabile e relativamente abbondante.
L'isocrona Sm-Nd è definita dalla seguente equazione:
{\displaystyle \left({\frac {{}^{143}\mathrm {Nd} }{{}^{144}\mathrm {Nd} }}\right)_{\mathrm {present} }=\left({\frac {{}^{143}\mathrm {Nd} }{{}^{144}\mathrm {Nd} }}\right)_{\mathrm {initial} }+\left({\frac {{}^{147}\mathrm {Sm} }{{}^{144}\mathrm {Nd} }}\right)\cdot (e^{\lambda t}-1),}
dove:
t è l'età del campione,
λ è la costante di decadimento del 147Sm,
(eλt-1) è la pendenza dell'isocrona che definisce l'età del sistema.
In alternativa si può assumere che il materiale si sia formato dal materiale del mantello seguendo lo stesso percorso dei rapporti nelle condriti; si può quindi calcolare l'età con il metodo CHUR (CHondritic Uniform Reservoir).

## Geochimica del Sm e Nd
La concentrazione di Sm e Nd nella famiglia di minerali dei silicati, aumenta in accordo con l'ordine in cui essi cristallizzano dal magma secondo la serie di Bowen. Il samario si accomoda più facilmente nei minerali femici; una roccia femica che cristallizza i suoi minerali, concentrerà il neodimio nella fase fusa, rispetto al samario. Per cui, quando un fuso magmatico va incontro a una cristallizzazione frazionata da una composizione femica a una più felsica, le abbondanze del Sm e del Nd cambiano, e di conseguenza varia anche il loro rapporto.
Una roccia ultrafemica ha un alto contenuto di Sm e uno basso di Nd; pertanto il rapporto Sm/Nd ha un valore alto. Le rocce felsiche hanno una bassa concentrazione di Sm e alta di Nd; di conseguenza il rapporto Sm/Nd è basso (ad esempio la komatiite ha 1,14 parti per milione (ppm) di Sm e 3,59 ppm di Nd; la riolite invece ha 4,65 ppm di Sm e 21,6 ppm di Nd)
La conoscenza di questo processo è importante nel modellare l'età di formazione della crosta continentale.

## Il modello CHUR
Nel 1976, due studiosi DePaolo e Wasserburg, scoprirono che le rocce magmatiche terrestri al tempo della loro formazione dal magma fuso, hanno seguito strettamente l'andamento chiamato CHUR, da "chondritic uniform reservoir" o "chondritic unifractionated reservoir", cioè il modo in cui il rapporto 143Nd:144Nd è aumentato nel corso del tempo nelle condriti.
Si ritiene che le meteoriti condritiche rappresentino il primo materiale non strutturato che si è formato nel sistema solare, precedente alla formazione dei pianeti. Le condriti hanno una composizione abbastanza omogenea di elementi traccia, per cui la loro evoluzione isotopica può servire da modello per quella dell'intero sistema solare e della Terra.
Riportando l'età e il rapporto iniziale 143Nd/144Nd trovato nelle rocce magmatiche terrestri, sul diagramma dell'evoluzione del Nd nel tempo, DePaolo e Wasserburg hanno trovato che le rocce dell'Archeano avevano un rapporto iniziale degli isotopi del Nd molto simile a quello definito dalla linea di evoluzione CHUR.

### Notazione epsilon
Poiché le deviazioni del rapporto 143Nd/144Nd dalla linea di evoluzione CHUR sono molto piccole, DePaolo e Wasserburg ne hanno dedotto che sarebbe utile creare una forma di notazione che descrivesse il rapporto 143Nd/144Nd in termini della loro deviazione dalla linea di evoluzione CHUR. In questa notazione, chiamata notazione epsilon, un'unità epsilon rappresenta la deviazione di una parte per 10.000 rispetto alla composizione CHUR.
Algebricamente, le unità epsilon vengono definite dall'equazione
{\displaystyle \varepsilon _{{\text{Nd}}(t)}=\left[{\frac {\left({\frac {^{143}{\text{Nd}}}{^{144}{\text{Nd}}}}\right)_{{\text{sample}}(t)}}{\left({\frac {^{143}{\text{Nd}}}{^{144}{\text{Nd}}}}\right)_{{\text{CHUR}}(t)}}}-1\right]\times 10\,000.}
Le unità epsilon sono più fini e pertanto danno una rappresentazione più accurata del rapporto iniziale tra gli isotopi del Nd; usando queste unità invece del rapporto isotopico iniziale, è più facile comprendere e comparare i rapporti iniziali della crosta terrestre di età differenti. Inoltre, le unità epsilon normalizzano i rapporti iniziali rispetto al CHUR, eliminando così ogni effetto causato dall'applicazione di vari metodi analitici di correzione del frazionamento di massa.

### Età risultanti dal modello a Nd
Tenendo conto che il CHUR definisce l'evoluzione dei rapporti iniziali delle rocce continentali nel corso del tempo, se ne è dedotto che la misurazione dei rapporti 143Nd/144Nd e 147Sm/144Nd, potrebbe produrre dei modelli di età per la segregazione dal mantello del fuso che ha formato la roccia continentale. Questa età viene definita come TCHUR.
Per calcolare un'età TCHUR, il frazionamento tra Nd/Sm deve essere avvenuto durante l'estrazione del magma dal mantello per produrre la roccia continentale. Questo frazionamento dovrebbe quindi causare una deviazione tra l'evoluzione delle linee isotopiche della crosta e del mantello. L'intersezione tra queste due linee indica l'età di formazione della crosta.
L'età TCHUR è definita dalla seguente equazione:
{\displaystyle T_{\text{CHUR}}=\left({\frac {1}{\lambda }}\right)\ln \left[1+{\frac {\left({\frac {^{143}{\text{Nd}}}{^{144}{\text{Nd}}}}\right)_{\text{sample}}-\left({\frac {^{143}{\text{Nd}}}{^{144}{\text{Nd}}}}\right)_{\text{CHUR}}}{\left({\frac {^{147}{\text{Sm}}}{^{144}{\text{Nd}}}}\right)_{\text{sample}}-\left({\frac {^{147}{\text{Sm}}}{^{144}{\text{Nd}}}}\right)_{\text{CHUR}}}}\right].}
L'età TCHUR di una roccia può indicare l'età di formazione dell'intera crosta, se il campione non ha subito modificazioni dopo la sua formazione. Sia Sm che Nd appartengono alle terre rare, e sono in grado di resistere alla partizione durante il metamorfismo e la fusione dei silicati. Questo permette di calcolare l'età di formazione della crosta anche in presenza di metamorfismo della roccia.